# Stazione di Spinazzola Città
La stazione di Spinazzola Città è stata una stazione terminale a servizio del centro cittadino di Spinazzola che si trovava sulla linea Spinazzola-Spinazzola Città.

## Storia
La stazione fu inaugurata il 1º agosto 1938 con l'apertura della linea Spinazzola-Spinazzola Città, continuò il suo esercizio fino al 1986.

## Strutture e impianti
La stazione era dotata di un piccolo fabbricato viaggiatori e un binario. Attualmente (2016) il binario è stato completamente coperto da parte del campo sportivo mentre il fabbricato viaggiatori è adibito ad altri usi.